# گریسهام (مریلند)
گریسهام (به انگلیسی: Graceham) یک منطقهٔ مسکونی در ایالات متحده آمریکا است که در شهرستان فردریک، مریلند واقع شده‌است.